# Ghuzajla (Idlib)
Ghuzajla (arab. غزيلة) – wieś w Syrii, w muhafazie Idlib. W 2004 roku liczyła 451 mieszkańców.